# 리가 ACB

리가 ACB(Liga ACB)는 스페인의 프로 농구 리그이다. 1957년 처음으로 시작되었으며, 경기는 18개의 팀으로 구성된다.

## 주요 선수 목록
- 파우 가솔
- 마크 가솔

## 주요 팀 목록
- 레알 마드리드 발론세스토
- FC 바르셀로나 바스케트
- 발렌시아 BC